# 镇平县
33°2′17.60″N 112°13′36.27″E / 33.0382222°N 112.2267417°E
镇平县，古称涅阳，是中国河南省南阳市下辖的一个县。位于河南西南部，南阳盆地西北侧，伏牛山南麓，总面积1500平方公里，人口約83万人。镇平县是国家命名的“中国玉雕之乡”、“中国地毯之乡”、“中国金鱼之乡”、“中国玉兰之乡”，縣人民政府駐涅陽街道府前街。
镇平县，是河南省命名的18个综合改革试点县和26个城镇化重点县之一，自古为兵家来往之地。镇平烧鸡是闻名全国的美食。镇平的手工艺品行销海内外，尤其镇平玉雕，为本地经济支柱，也是全国玉雕中心。

## 历史

### 得名
金代正大三年（1226年），境内五垛山农民起义被镇压平息，故次年取“镇慑和平定”之意设县称镇平。

### 古代史
- 原始社会晚期，猗帝于境内骑立山（今五垛山）建都；
- 舜帝时期，境内属吕国。历经夏、商、西周，至春秋时吕国被楚国灭掉，在镇平置吕邑（今马圈王村宋小庄一带）。战国时先后属楚、韩、秦。
- 汉朝境内设涅阳和安众两个侯国，后为涅阳县、安众县（治今城关镇东南）。
- 三国时二县属曹魏。两晋时期改为安昌县，属义阳郡。南北朝早期废县，划于穰县北乡地，后设涅阳、固城二县。
- 隋代设置课阳县。唐初为深阳、安固二县。武德八年（625年）废安固县并入南阳。贞观元年（627年），并深阳入穰县。
- 金初改为阳馆镇，正大三年（1226年）改置镇平县，属申州（今南阳）。当时金朝已临末期，危机四伏，镇平之名，当以阳馆镇的“镇”加“平”字，取镇慑和平定判乱之义。
- 明朝洪武十二年（1379年）并入南阳。

### 现代史
- 民国21年（1933年）隶河南省第六行政督察区。
- 1948年镇平解放，隶豫西区第六行政督察专员公署。
- 1949年3月，隶南阳行政督察专员公署。
- 1968年，隶南阳地区革命委员会。
- 1979年，隶南阳地区行政公署。
- 1994年，隶南阳市人民政府至今。

## 人口
根据(河南省)南阳市第七次全国人口普查公报显示：镇平县常住人口为829780人，年龄结构中0-14岁占比25.88%，15-59岁占比55.11%，60岁以上占比19.01%，65岁以上占比14.07%。

## 自然地理
镇平处于秦岭山系东南余脉的延伸地段，属伏牛山东南部低山丘陵区。地势北高南低，山地、丘陵、平原三地貌呈阶梯型，自北向南分布，最低在黑龙集海拔128米，最高处为五垛山主峰海拔1665米，相对高差1537米。赵河、严陵河、潦河三大河流自北向南，切割全境为八块条状地貌。 
县境处北暖温带向北亚热带过渡地带，为北亚热带大陆性季风气候，具有明显的过渡气候特征。境内温暖湿润，四季分明，无霜期长，雨量适中，静风天气多。春季，冷暖多变；夏季炎热，酷热天气不多；秋季，阴凉多雨，个别年份久晴无雨；冬季，天冷雨雪少，无大冻害。

## 资源

### 矿产资源
已查明矿产资源19种，其中有金、银、铜、铁、锰等金属类9种，有石墨、花岗岩、大理石、海泡石、白垩土、石灰岩、云母等非金属类10种。

### 动植物资源
有野生动物29种，其中哺乳动物14种，爬行动物3种，野生鸟类12种，被中国列为珍贵保护动物有虎、麝、大鲵等。有植物种类1000多种，其中栽培作物300种，各种树木160种，可用于中医药的植物260种，著名特产广洋大枣，被中国列入《中国名产》，年产干枣150万公斤。

## 行政区划
镇平县下辖3个街道办事处、15个镇、3个乡、1个民族乡：
涅阳街道、雪枫街道、玉都街道、石佛寺镇、晁陂镇、贾宋镇、侯集镇、老庄镇、卢医镇、遮山镇、高丘镇、曲屯镇、枣园镇、杨营镇、安字营镇、张林镇、柳泉铺镇、彭营镇、二龙乡、王岗乡、马庄乡和郭庄回族乡。

## 交通运输
镇平交通通信便捷，投资环境优越。县城距南阳机场仅26公里， 312国道横贯东西， 207国道纵穿南北，焦柳铁路、宁西铁路、南水北调中线工程，沪陕高速、太澳高速已经通车，构筑了镇平四通八达的交通网络。

## 基础设施
城市基础设施日臻完善，国际程控电话、移动公司、国际互联网可提供便捷的通信服务；日供水20000吨的水厂，330伏和110伏变电站以年供电8480万千瓦时、供热200万吉焦的热电厂，可满足工农业生产和人民群众生活之用；接待设施齐全，高标准的镇平宾馆、玉都大酒店、涅阳宾馆、裕隆大酒店、新纪元大酒店、交通宾馆等提供热情优质的服务。

## 经济
镇平的玉雕产业从业人数达12万人，年产值13亿元，加工企业（户）10000个；全县玉雕重点乡镇11个，玉雕专业村50个，形成了石佛寺玉雕湾和县玉雕大世界两大专业市场，是县域的主导产业和群众的致富产业。全球所有的玉种在镇平均有加工和销售，形成了摆件类、饰品类、实用保健类等产品为主的产业群体8个，产品近5000个品种。

## 名胜古迹
境内有菩提寺为始建于唐代的古刹，是省级文物保护单位；与“南顶”武当山同为道教圣地的“北顶”五垛山是镇平的一大景观，每年農曆三月初三（祖师爷生日），信徒都会从二龙乡和南召的四棵树乡共同上山朝拜“祖师爷”张三丰。
- 五垛山风景区:：是中原道教圣地，素有“北顶”之称 ,气势巍峨，香火旺盛。祖师庙所在的五垛山海拔1665米，四周摩壁万仞，云雾茫茫。五垛山自然景观兼具南秀北雄，景区内奇峰林立，飞瀑高挂，林海莽莽，云蒸霞蔚，气象万千，有“ 五垛晓烟”、“金顶日出”、“三潭印月”等四十多个名胜景点。

- 菩提寺森林公园：位于老庄镇，因千年古刹中原名寺菩提寺位于其间而得名。公园内山峦起伏，绿影婆娑，拥有植物1350余种，涵盖了温带和亚热带的众多物种，一派原始森林风光，森林覆盖率90%，系省级森林公园。菩提寺、樱花湖、彭公祠等景点掩映于古树名木和 茂林修竹之间。 公园内的菩提寺始建于唐高宗永徽年间，距今有1300余年的历史，是中原八大名寺之一、河南省重点文物保护单位。镇寺之宝《贝叶经》系大唐高僧玄藏从古印度取回，隐藏于此，被确定为国家一级文物。

- 彭雪枫纪念馆：位于城南的彭雪枫故居保存完好，纪念馆陈列了战争年代和抗日战争时期的大量文物和图片资料。

- 楚长城遗址：蜿蜒盘踞于镇平境内的杏花山巅，是古楚国主要的军事防御工程，现有烽 火台、擂鼓台、寨城、后墙等遗址,南端的老君山寨城保存完好。

- 马圈城遗址：位于今侯集镇南有马圈王村一带，汉代属涅阳县地。后魏于此置马圈镇。太和二十三年（499年）三月，北魏与南齐在马圈城交战，北魏失利。孝文帝抱病率军南下，到达马圈城，打败南齐，斩杀齐兵3万余人。